# Visoki masonski stupnjevi
U slobodnom zidarstvu prva tri stupnja koji se dodjeljuju u loži čine osnovne stupnjeve. Slobodno zidarstvo prva tri stupnja naziva se "simboličko", "plavo" ili – u zemljama engleskog govornog područja – obrtničko slobodno zidarstvo (Craft Masonry). Ova tri temeljna stupnja s vremenom su dodani razni sustavi izbornih visokih stupnjeva (zvanih "dodatni redovi"), koji se rade u takozvanim vijećima ili u kapitelima.

## Povijest
Slobodno zidarstvo u početku je imalo samo dva stupnja: učenika (engl. Entered Apprentice) i onaj pomoćnika (Fellow Craft). Treći stupanj, majstora, pojavio se kasnije, oko 1725. godine, u Londonu.
Od 1730-ih, različiti autori, uglavnom u Francuskoj i Engleskoj, pisali su rituale za mnoge dodatne stupnjeve koji su trebali nastaviti i obogatiti mitologiju prva tri. Stoga su slobodni zidari osnovali "više radionice" u kojima su se prakticirali novi rituali, nudeći majstoru, osim prva tri stupnja, potragu za njegovim duhovnim i moralnim putovanjem. Povjesničari broje više od stotinu dodatnih redova u 1760-ima.
Svi ovi stupnjevi mogu se grupirati u manji broj tematskih cjelina. Tako su, slijedeći legendu o Hiramu (3. stupanj, majstor), različiti nizovi stupnjeva ugrađeni u progresivnu i koherentnu cjelinu, glavne masonske obrede, na kraju 18. stoljeća i početak 19. stoljeća.
Nakon toga, nove "visoki stupnjevi", ponekad strukturirani u neovisne obrede, ponekad integrirani u postojeće, nastavili su se pisati, ali puno sporijim tempom.
Na početku 21. stoljeća možemo uočiti ukupan broj različitih stupnjeva prema obredima:
- Drevni i prihvaćeni škotski obred: 33 stupnja (uključujući 3 simbolična stupnja);
- Yorčki obred: 12 ili 13 stupnjeva ovisno o zemlji;
- Švedski obred: 10 stupnjeva, plus jedan administrativni izvan strukture stupnjeva;
- Francuski obred: 7 stupnjeva, plus jedan administrativni izvan strukture stupnjeva;
- Ispravljeni škotski obred: 8 stupnjeva;
- Obred Memfisa-Mizraima: 99 stupnjeva.

## Praktično
Tijela koja prakticiraju "visoke stupnjeve" razlikuju se od loža koje djeluju u okviru prva tri stupnja slobodnog zidarstva. Nose različite nazive, ovisno o stupnjevima koje dodjeljuju, no u širem smislu nazivaju se "višim redovima" ili "radionicama usavršavanja". U pravilu, takva tijela organizirana su u zasebne strukture, odvojene od nadležnosti (velikih loža ili velikih orijenata) koje okupljaju lože simboličkih – tj. prvih triju – stupnjeva.

## Visoki stupnjevi po obredima

### Drevni i prihvaćeni škotski obred
- 4° – tajni majstor
- 5° – savršeni majstor
- 6° – osobni tajnik
- 7° – starješina i sudac
- 8° – intendant gradnje
- 9° – izabranik devetorice
- 10° – izabranik petnaestorice
- 11° – izabranik dvanaestorice
- 12° – veliki majstor arhitekt
- 13° – kraljevski luk Salomona
- 14° – veliki izabrani potpuni i svijetli zidar
- 15° – vitez istoka ili vitez mača
- 16° – princ Jeruzalema
- 17° – vitez istoka i zapada
- 18° – vitez ružinog križa
- 19° – veliki biskup
- 20° – majstor simboličke lože
- 21° – patrijarh noahid
- 22° – princ Libanona
- 23° – poglavar Šatora sastanka
- 24° – princ Šatora sastanka
- 25° – vitez mesingane zmije
- 26° – princ milosrđa
- 27° – vitez Sunca
- 28° – vitez zapovjednik Hrama
- 29° – vitez svetog Andrije
- 30° – vitez kadoš
- 31° – inspektor inkvizitor zapovjednik
- 32° – uzvišeni princ kraljevske tajne
- 33° – suvereni veliki generalni inspektor

### Yorčki obred
- 4° – majstor znaka
- 5° – (virtualni) bivši majstor
- 6° – najuzvišeniji majstor
- 7° – Kraljevski luk
- 8° – kraljevski majstor
- 9° – odabrani majstor
- 10° – nadizvrstan majstor
- 11° – vitez Crvenog križa
- 12° – vitez Malte
- 13° – vitez Hrama

### Švedski obred
- 4°/5° – učenik i pomoćnik sv. Andrije, dvostruki stupanj
- 6° – majstor sv. Andrije
- 7° – slavniji brat, vitez od Istoka
- 8° – najslavniji brat, vitez Zapada
- 9° – prosvijećeni brat lože sv. Ivana
- 10° – prosvijećeniji brat lože sv. Andrije
- (11°) – najprosvijećeniji brat, vitez i zapovjednik Crvenog križa

### Francuski obred
- 4° – tajni odabranik
- 5° – škotski veliki odabranik
- 6° – vitez istoka
- 7° – vitez orla, savršeni slobodni zidar imenom Rose-Croix

### Ispravljeni škotski obred
- 4° – škotski majstor sv. Andrije
- 5° – sekularni novak
- 6° – vitez dobročinitelj Svetog grada
- 7° – zavjetovani vitez
- 8° – veliki zavjetovani vitez